# 拉米紙牌
拉米紙牌是一種遊戲牌游戏。拉米紙牌據說起源于19世纪90年代的墨西哥，另一种說法表示它起源于中国。 拉米牌通常由两人、三人或四人參與，起初每位玩家手中可以获得十张牌。